# Colchique de Cilicie
Colchicum cilicicum
Espèce
Classification phylogénétique
Le colchique de Cilicie, Colchicum cilicicum, est une espèce de plantes à fleurs de la famille des Colchicacées trouvée en Turquie et en Syrie.

## Description
Le colchique de Cilicie est une plante vivace géophyte à corme de 10 à 28 cm.
Les 3 à 25 fleurs légèrement parfumées, rose lilas à pourprées, qui apparaissent en septembre, présentent souvent un fin motif en damier. Les étamines ont des anthères jaunes qui sont disposées horizontalement. Les styles, qui se terminent par des stigmates punctiformes pourpres, sont beaucoup plus longs que les étamines, et atteignent ou dépassent les tépales.
L’enveloppe, qui protégeait la fleur avant son émergence, devient visible après la floraison et les feuilles apparaissent peu après. Les feuilles cannelées de 30 à 40 sur 5,5 à 7 cm sont elliptiques à lancéolées.

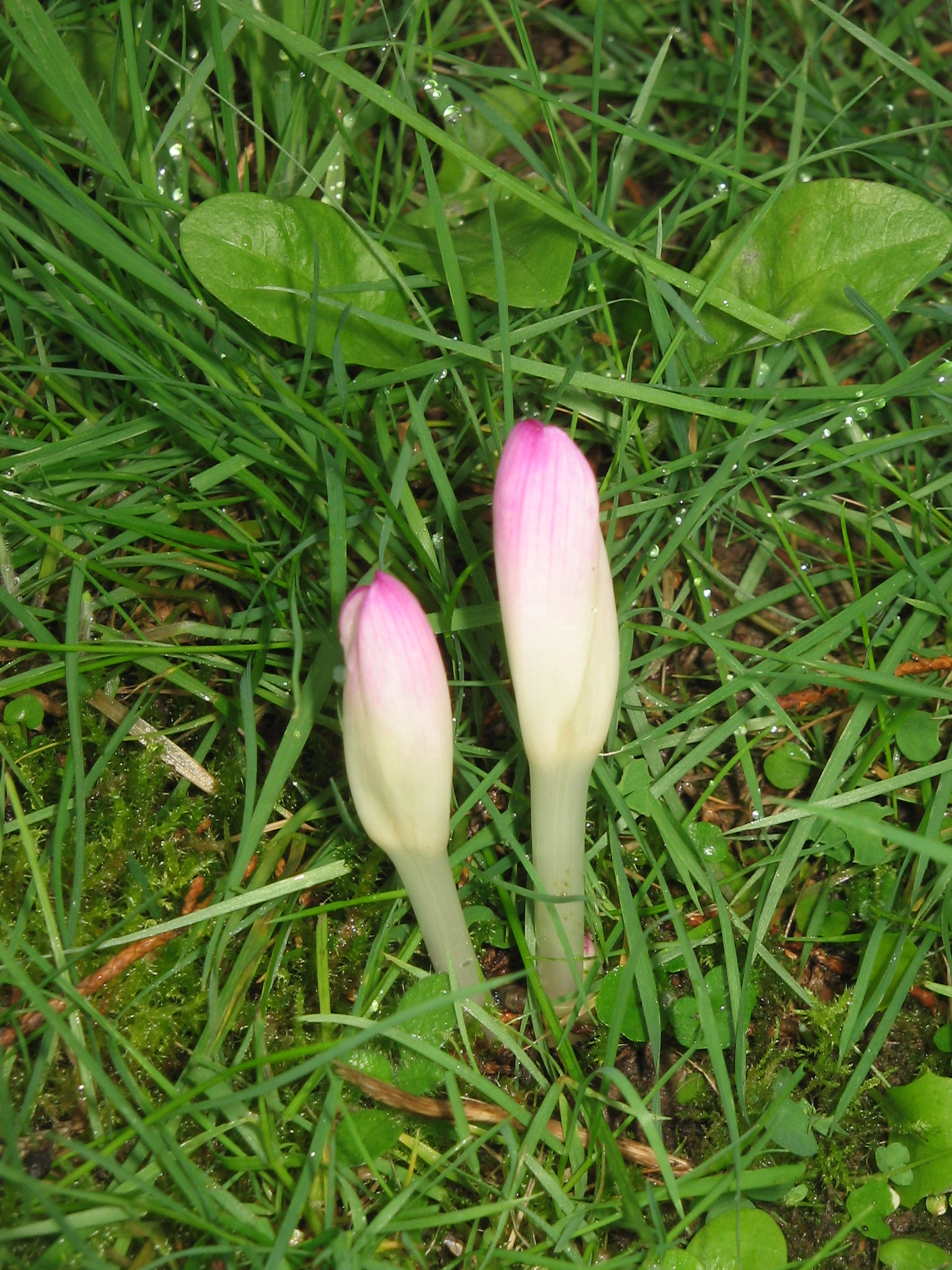
Boutons floraux.
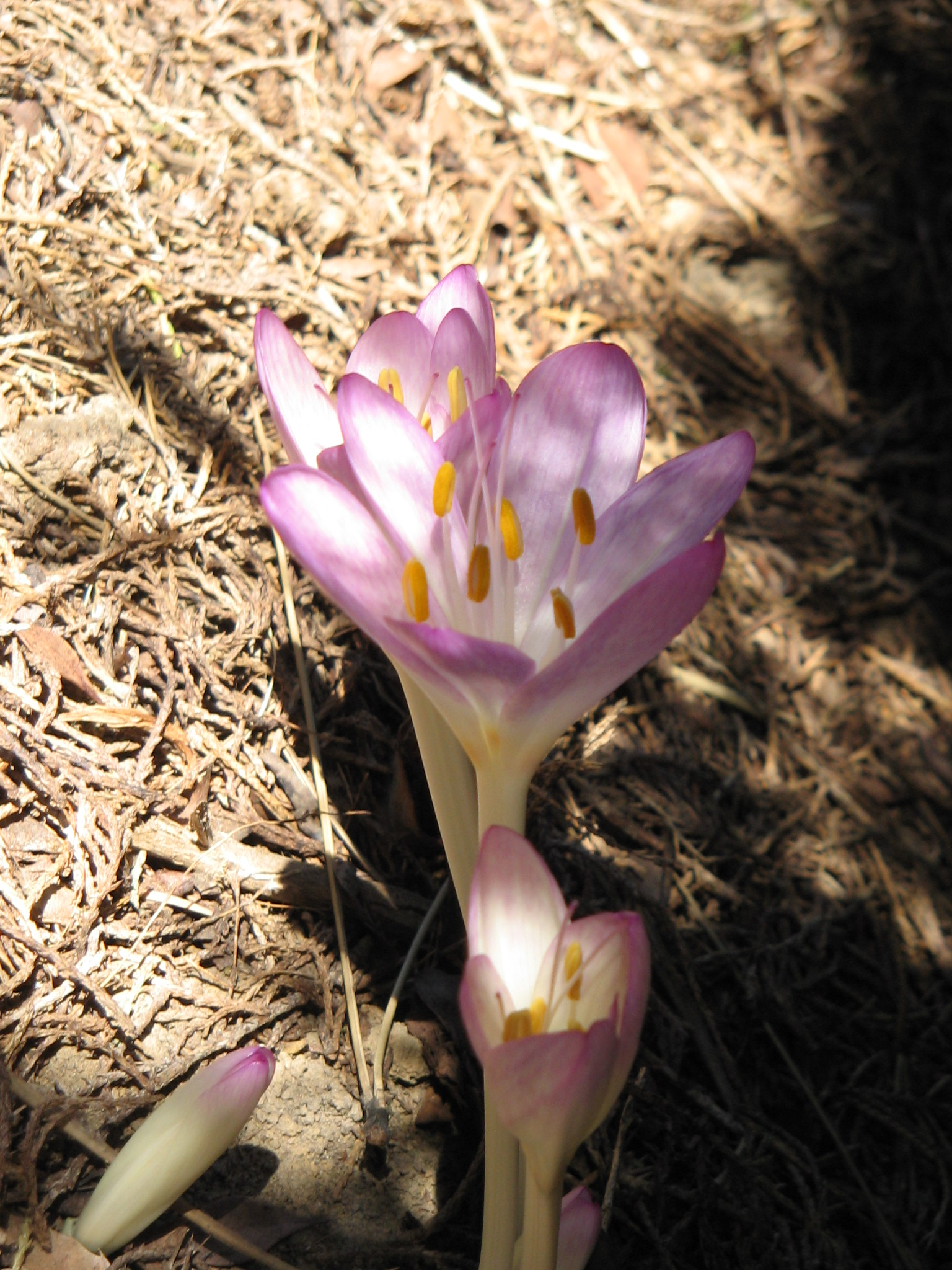
Fleur de profil.
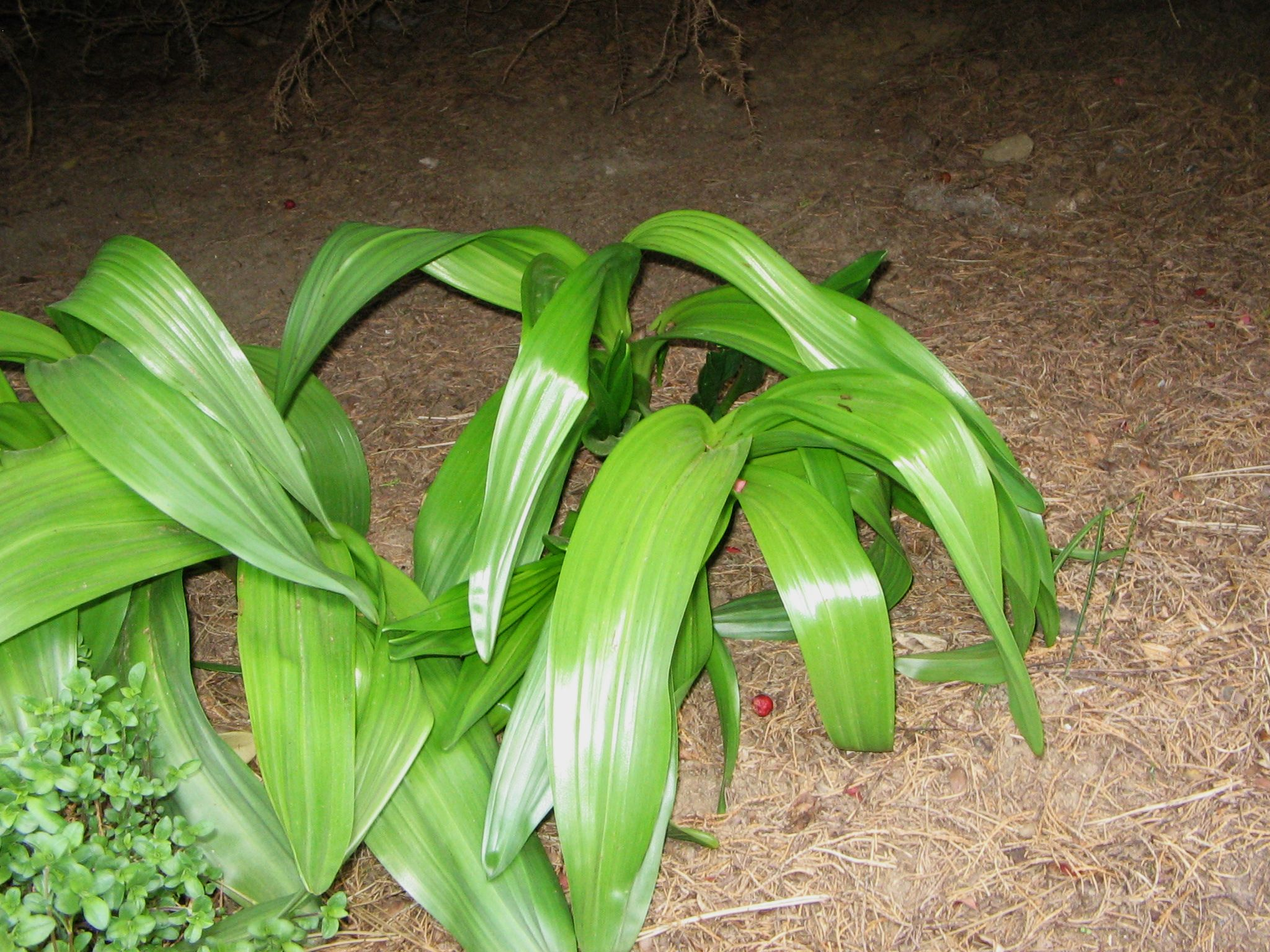
Feuilles.

## Répartition
Ce colchique pousse entre les rochers et dans les éboulis des forêts de pins et des broussailles des Monts Taurus au sud de la Turquie et dans le nord de la Syrie à une altitude d'environ 1 000 m.

## Culture
Le colchique de Cilicie est cultivé dans les parcs et les jardins d‘ornement. Il requiert une exposition ensoleillée en sol sec. Les bulbiculteurs proposent surtout la sélection 'Purpureum' à fleurs plus foncées.

### Remarque
Le colchique de Byzance, un taxon très semblable issu vraisemblablement d'un croisement entre le colchique de Cilicie et le colchique d'automne, est plus souvent cultivé. Les fleurs d’un rose lilas plus clair apparaissent plus tôt dans la saison. Les stigmates dépassent à peine les étamines, dont les anthères sont disposées verticalement.

## Sources
- Paul Schauenberg, Les plantes bulbeuses, Delachaux et Nestlié S.A., Neuchâtel, 1964
- Martyn Rix & Roger Phillips, The Bulb Book: A Photographic Guide to over 800 Hardy Bulbs, Pan Books Ltd, 1981 -  (ISBN 0-33026-481-8)
- John E Bryan, Bulbs (revised edition), Timber press, 2002 -  (ISBN 0-88192-529-2)